# PGC 4884
LEDA/PGC 4884, auch UGC 887, ist eine Spiralgalaxie vom Hubble-Typ Sbc im Sternbild Fische auf der Ekliptik. Sie ist schätzungsweise 640 Millionen Lichtjahre von der Milchstraße entfernt und hat eine Ausdehnung von etwa 240.000 Lichtjahren. Vom Sonnensystem aus entfernt sich das Objekt mit einer errechneten Radialgeschwindigkeit von näherungsweise 14.200 Kilometern pro Sekunde.
Im selben Himmelsareal befinden sich unter anderem die Galaxien NGC 488, NGC 492, PGC 4861, PGC 4885.